# ۷۰ (میلادی)
۷۰ (میلادی) هفتاد و یکمین سال تقویم میلادی است.

## رویدادها
بر اساس مکان
امپراتوری روم
- امپراتور وسپاسیان و پسرش قیصر وسپاسیان (امپراتور آینده تیتوس) کنسول‌های روم شدند.
- وحشت رم را فرا می‌گیرد زیرا بادهای مخالف، حمل غلات از آفریقا و مصر را به تأخیر می‌اندازند و باعث کمبود نان می‌شوند. کشتی‌های پر از گندم از شمال آفریقا، ۳۰۰ مایل را در عرض ۳ روز به بندر اوستیا در رم طی می‌کنند و سفر ۱۰۰۰ مایلی از اسکندریه به طور متوسط ۱۳ روز طول می‌کشد. این کشتی‌ها اغلب ۱۰۰۰ تن گندم حمل می‌کنند تا ۸۰۰۰ تن گندمی را که شهر معمولاً در هفته مصرف می‌کند، تأمین کنند.[۱]
- پلینی بزرگ به عنوان دادستان در گالیا ناربوننسیس خدمت می‌کند.
- چهاردهم زانتیکوس[۲](۱۴ نیسان، حدود ۱۴ آوریل) – محاصره اورشلیم: تیتوس پایتخت یهودیان را محاصره می‌کند، به همراه سه لژیون (پنجم مقدونیه، دوازدهم فولمیناتا و پانزدهم آپولیناریس) در ضلع غربی و یک لژیون چهارم (دهم فرتنسیس) در کوه زیتون در شرق. او با اجازه دادن به زائران برای ورود به شهر برای جشن گرفتن عید فصح و سپس جلوگیری از خروج آنها، بر منابع غذایی و آب ساکنان فشار می‌آورد.
- حدود ۲۱ آوریل - تیتوس حمله‌ای تمام‌عیار به اورشلیم را آغاز کرد و حمله خود را بر دیوار سوم شهر (هاهوما هاشلیشیت) در شمال غربی متمرکز کرد. ارتش روم با استفاده از دژکوب‌ها، منتلتس و برج‌های محاصره و تلاش برای شکستن دیوار را آغاز کرد.[۳]
- هفتم آرتمیسیوس[۴](۷ ایار، حدود ۶ مه) - دیوار سوم اورشلیم فرو می‌ریزد و یهودیان از بزتا به دیوار دوم عقب‌نشینی می‌کنند، جایی که استحکامات نظامی نامنظم هستند.
- دوازدهمین روز آرتمیسیوس[۵](۱۲ ایار، حدود ۱۱ مه) – تیتوس و لژیون‌های رومی‌اش دیوار دوم اورشلیم را شکستند. مدافعان یهودی به دیوار اول عقب‌نشینی کردند. رومی‌ها شروع به ساختن یک حصار کردند؛ تمام درختان در شعاع ۹۰ استادیا (حدود پانزده کیلومتر) از شهر قطع شدند.
- ۲۱ام آرتمیسیوس (حدود ۲۰ یا ۲۱ مه) - یک «پدیده شگفت‌انگیز و باورنکردنی»، «ارابه‌ها و سربازان» که در ابرها در اطراف اورشلیم دیده می‌شوند[۶]
- پنطیکاست (شاووعوت، ششم سیوان، حدود ۴ ژوئن) - کاهنان در معبد اورشلیم لرزشی را احساس می‌کنند و «صدایی شبیه به صدای جمعیت زیادی می‌شنوند که می‌گویند: «از اینجا برویم».[۶]
- هفدهم پانموس (هفدهم تموز)، حدود ۱۴ ژوئیه - قربانی‌ها در معبد متوقف می‌شوند.[۷]
- بیست و چهارم پانموس[۸](حدود ۲۰ ژوئیه) – رومی‌ها پس از تصرف قلعه آنتونیا، در شمال کوه معبد، صومعه‌ای را به آتش کشیدند. رومی‌ها به جنگ خیابانی با متعصبان کشیده شدند.
- دهم لوییوس[۹](۹ یا ۱۰ آو، حدود ۴ آگوست) - تیتوس معبد یهودیان در اورشلیم را ویران می‌کند. سربازان رومی در اورشلیم مستقر می‌شوند و کاهنان اعظم یهودی و سنهدرین را منحل می‌کنند. این واقعه به عنوان سقوط اورشلیم شناخته می‌شود، رویدادی سرنوشت‌ساز در اولین جنگ یهود و روم (شورش یهود) که در سال ۶۶ میلادی آغاز شد. پس از این رویداد، رهبری مذهبی یهود از اورشلیم به یامنیا (یاون امروزی) نقل مکان می‌کند و این تاریخ سالانه به عنوان روزه یهودیان تیشا باو سوگواری می‌شود.
- اوت - تیتوس اورشلیم را تصرف می‌کند.[۱۰]
- هشتم گورپیائوس (هشتم ایلول، حدود ۲ سپتامبر) – رومی‌ها کنترل تمام اورشلیم را به دست می‌گیرند و آن را به آتش می‌کشند و ساکنان باقی‌مانده‌اش را می‌کشند، به جز برخی که به اسارت گرفته می‌شوند تا بعداً کشته شوند یا به بردگی گرفته شوند.[۱۱]
- نیاپولیس (نابلس امروزی) در استان یهودا تأسیس شد.
- درگیری‌های دریایی در رودخانه راین در جریان شورش باتاویا؛ خدمه یک کشتی پرچمدار رومی که به اسارت گرفته شده بود، در آگوستا تروروروم (تریر امروزی) زندانی شدند.
- بعدها، امپراتور روم، دومیتیان، با دومیشیا لونگینا ازدواج کرد.
- رومی‌ها لشکرکشی تنبیهی علیه گارامانت‌ها انجام می‌دهند - آنها مجبور می‌شوند رابطه رسمی با امپراتوری روم داشته باشند.
- الحاق جزیره ساموتراس توسط امپراتوری روم تحت فرمان وسپاسیان.

آسیا
- هند شاهد پایان سلسله‌های هلنیستی است.
- سیل در رودخانه زرد، مسیر رودخانه را در شمال شاندونگ، اساساً به حالت فعلی خود بازمی‌گرداند.[۱۲]

آفریقا
- لشکرکشی سپتیموس فلاکوس رومی به جنوب مصر. او احتمالاً به سودان می‌رسد.

بر اساس موضوع
دین
- پس از ویرانی اورشلیم، سنهدرین به یامنیا نقل مکان کرد.

## زادگان
- دموناکس، فیلسوف کلبی یونانی (تاریخ تقریبی)

- گایوس جولیوس کوادراتوس باسوس، سیاستمدار رومی (متوفی ۱۱۷ میلادی)

- مارینوس اهل صور، جغرافیدان و نویسنده یونانی (متوفی ۱۳۰ میلادی)

- منلائوس اهل اسکندریه، ریاضیدان یونانی (متوفی ۱۴۰ میلادی)

## درگذشتگان
- گایوس دیلیوس وکولا، ژنرال رومی (قتل شده)

- هرون اسکندرانی، ریاضیدان و مهندس یونانی

- لوسیوس کالپورنیوس پیسو، کنسول و فرماندار روم

- لوسیوس جونیوس مدراتوس کلوملا، نویسنده رومی

- مالیخوس دوم، پادشاه موکل رومی ناباته

- شمعون بن گملیل، رهبر یهود (ناسی)

- سیمون بار گیورا، رهبر یهودی (اعدام شد)

- طبق افسانه، امپراتور سوینین ژاپن.